# 1955 en musique classique
| \| • Retour à la chronologie générale de la musique classique • \| |
| Grèce • Rome • Haut Moyen Âge • VIIIe siècle • IXe siècle • Xe siècle • XIe siècle XIIe siècle • XIIIe siècle • XIVe siècle • XVe siècle • XVIe siècle • XVIIe siècle XVIIIe siècle • XIXe siècle • XXe siècle • XXIe siècle |
| • Retour à la chronologie générale de la musique classique • |

| Années en musique classique : 1952 - 1953 - 1954 - 1955 - 1956 - 1957 - 1958    |
| Décennies en musique classique : 1920 - 1930 - 1940 - 1950 - 1960 - 1970 - 1980 |

## Événements

### Créations

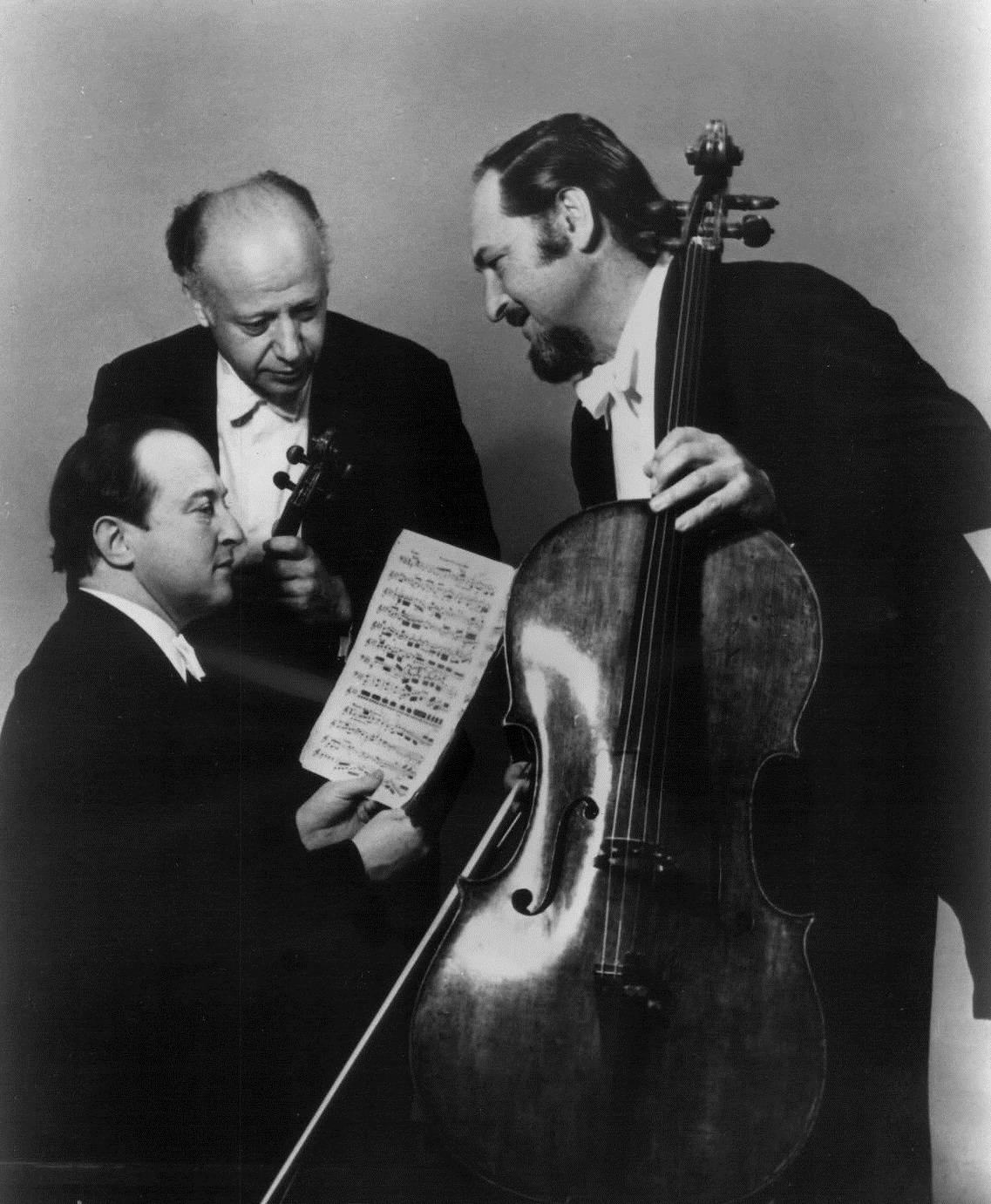
Beaux Arts Trio

- 23 janvier : la Symphonie de chambre pour douze instruments de Georges Enesco, créée à Paris.
- 27 janvier : The Midsummer Marriage, opéra de Michael Tippett, créé à Covent Garden de Londres sous la direction de John Pritchard.
- 18 février : la Symphonie no 5 de Howard Hanson, créée par l'Orchestre de Philadelphie sous la direction d'Eugene Ormandy.
- 4 juin : Geneviève de Paris, opéra de Marcel Mirouze, à Lyon ;
- 18 juin : Le Marteau sans maître de Pierre Boulez, créé au Festival de Donaueschingen.
- 7 octobre : la Symphonie no 6 de Darius Milhaud, créée par l'Orchestre symphonique de Boston sous la direction du compositeur.
- 29 octobre : le Concerto pour violon no 1 en la mineur de Dmitri Chostakovitch, créé par l'Orchestre philharmonique de Léningrad sous la direction de Ievgueni Mravinski et David Oïstrakh au violon.
- 31 octobre : la Symphonie no 2 d'Alan Hovhaness, créée par l'Orchestre symphonique de Houston sous la direction de Leopold Stokowski.
- 25 novembre : la Symphonie no 6 de Walter Piston, créée à Boston par l'Orchestre symphonique de Boston sous la direction de Charles Munch.

#### Date indéterminée
- Maurice Béjart présente Symphonie pour un homme seul.

### Autres
- 1er janvier : concert du nouvel an de l'orchestre philharmonique de Vienne au Musikverein, dirigé par Willi Boskovsky.
- 13 juillet : premier concert du Beaux Arts Trio au festival de Berkshire.
- Débuts d'Anna Moffo au festival de Spolète.
- Publication du catalogue des œuvres de Beethoven Das Werk Beethovens de Georg Kinsky et Hans Halm.

## Prix
- Maurice André obtient le 1er prix de trompette du Concours international d'exécution musicale de Genève.
- Adam Harasiewicz obtient le 1er prix de piano du Concours international de piano Frédéric-Chopin.
- Devy Erlih  obtient le 1er prix du concours Thibaud (violon).
- Ernst Křenek reçoit le Prix de la ville de Vienne pour la musique.

## Naissances

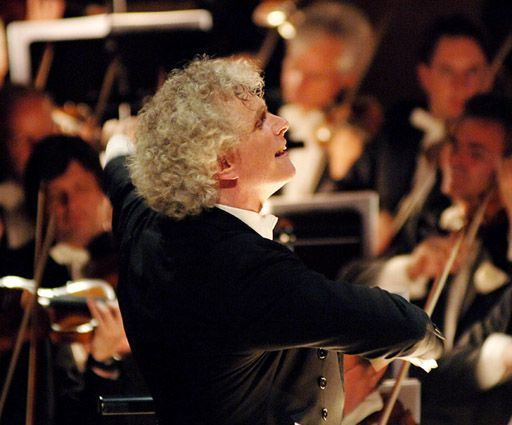
Simon Rattle

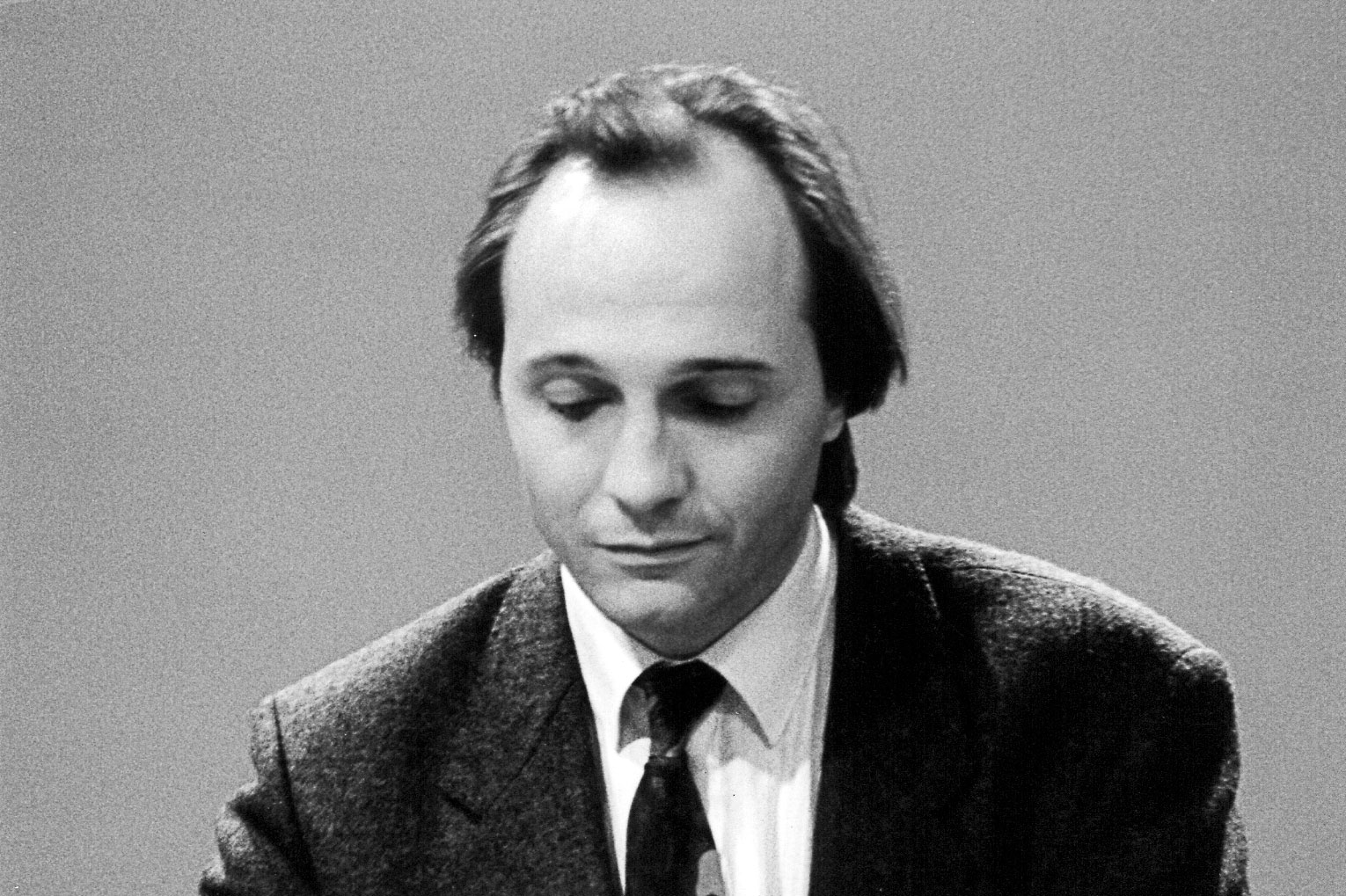
Christian Favre

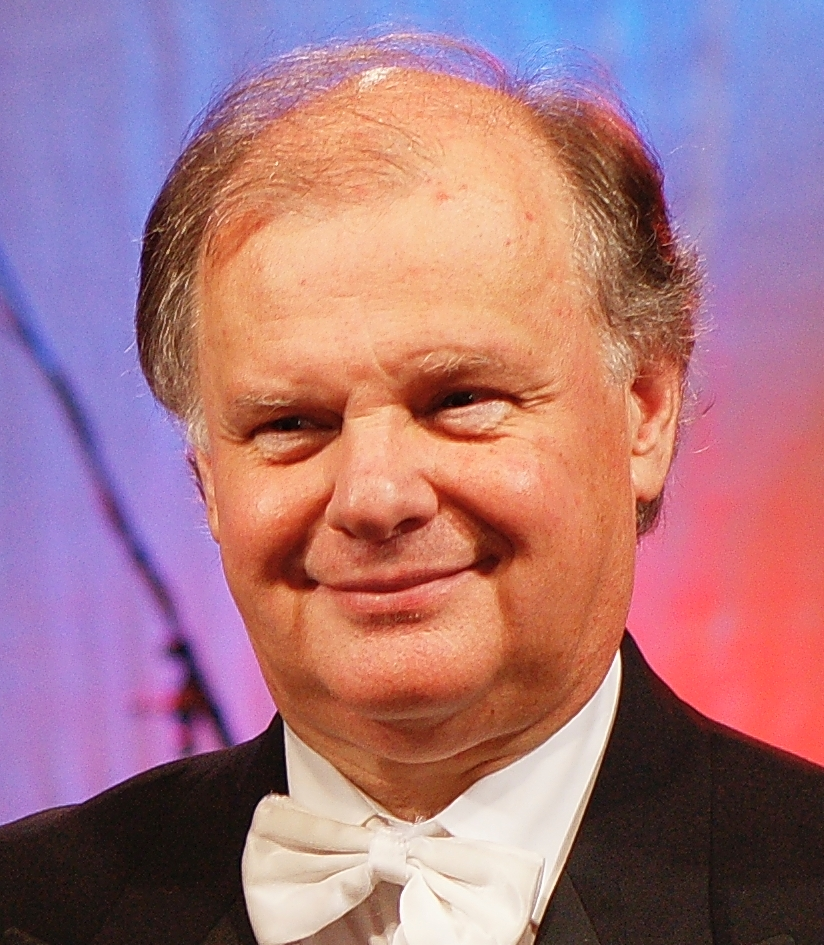
Béla Drahos

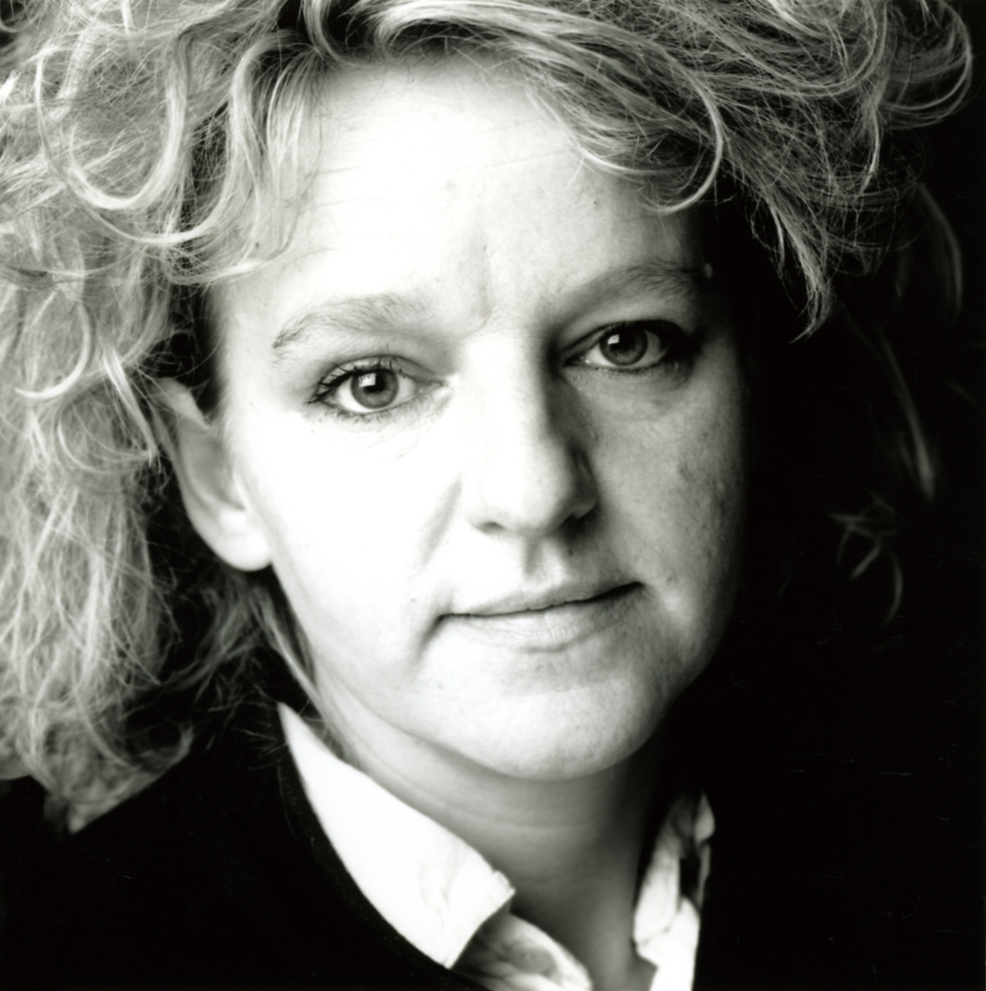
Florence Baschet

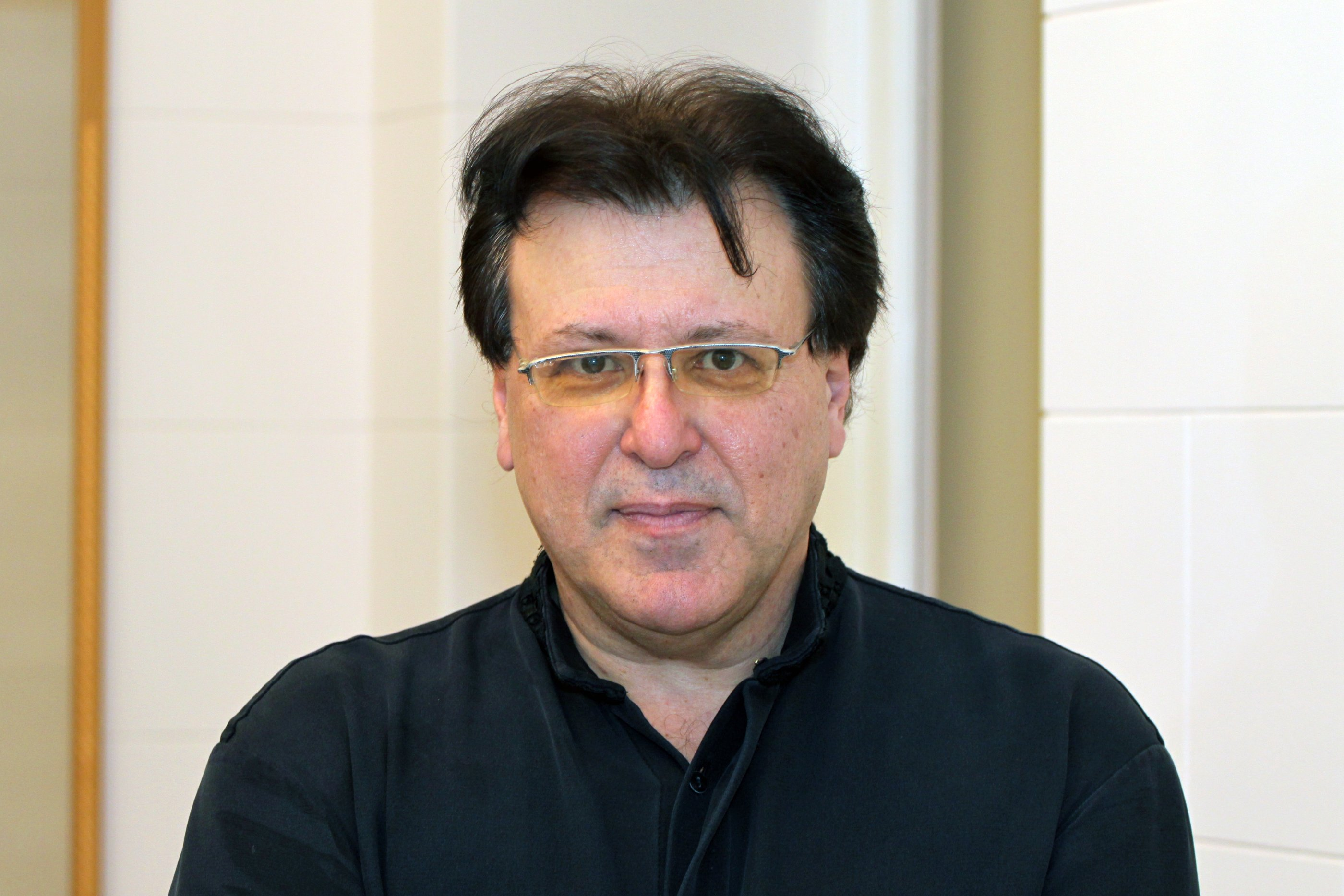
Andrei Gavrilov

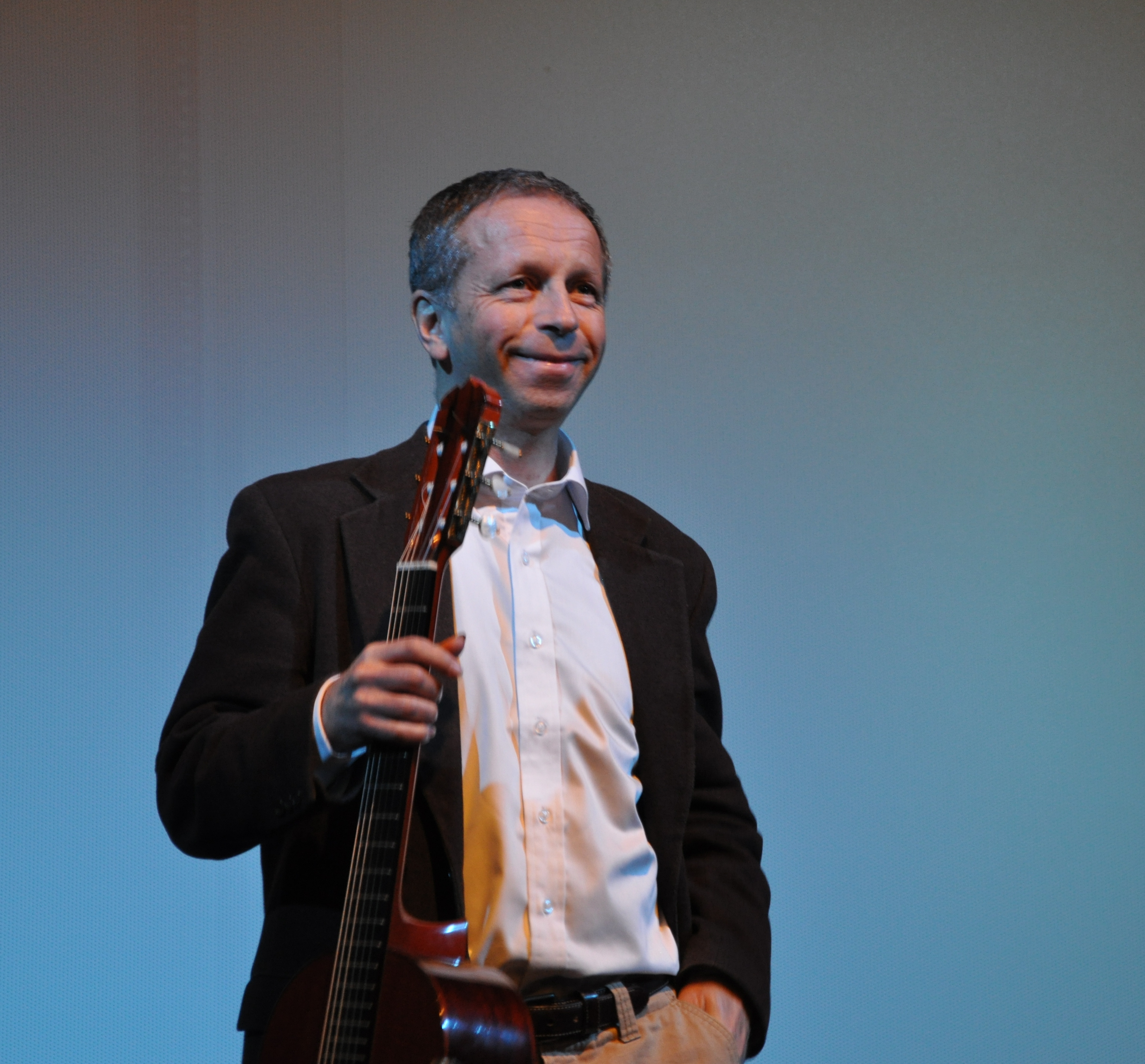
Göran Söllscher

- 10 janvier : Mamoru Fujieda, compositeur japonais.
- 13 janvier : Joep Franssens, compositeur,  néerlandais
- 19 janvier : Simon Rattle, chef d'orchestre britannique.
- 23 janvier : Christian Favre, pianiste soliste et chambriste, compositeur et professeur suisse.
- 5 mars : Béatrice Berstel, claveciniste française († 15 août 2000).
- 7 mars : Michael Chance, contre-ténor anglais.
- 24 mars : Thierry Alla, compositeur et musicologue français.
- 7 avril : Françoise Lasserre, cheffe d'orchestre française.
- 9 avril : Bob Chilcott, chanteur, chef de chœur et compositeur anglais.
- 10 avril : Lesley Garrett, soprano et personnalité des médias.
- 12 avril : Alfred Zimmerlin, compositeur et violoncelliste suisse.
- 14 avril : Béla Drahos, flûtiste et chef d'orchestre hongrois.
- 22 avril : Gérard Pape, compositeur de musique contemporaine et psychologue américain.
- 26 avril : François Tousignant, compositeur, enseignant et critique musical canadien († 26 mars 2019).
- 29 avril : 
  - Mikhaïl Faerman, pianiste d'origine russe.
  - Gino Quilico, chanteur baryton québécois.
- 30 avril : Michael Korstick, pianiste allemand.
- 9 mai : Anne Sofie von Otter, mezzo-soprano suédoise.
- 20 mai : Zbigniew Preisner, compositeur polonais.
- 27 mai : Dieter Lehnhoff, chef d’orchestre, compositeur et musicologue allemand.
- 29 mai : Pascal Dusapin, compositeur français.
- 31 mai : Bruce Adolphe, écrivain, professeur, pianiste et compositeur américain.
- 2 juin : Michel Dalberto, pianiste français.
- 13 juin : Nigel Keay, compositeur d'origine néo-zélandaise naturalisé français.
- 19 juin : Florence Baschet, compositrice française.
- 28 juin :
  - Véronique Bogaerts, violoniste belge.
  - Thomas Hampson, baryton américain.
- 1er juillet : Nikolaï Demidenko, pianiste soviétique puis britannique.
- 9 juillet : Enrique Diemecke, violoniste et chef d'orchestre mexicain.
- 10 juillet : Milan Langer, pianiste tchèque.
- 11 juillet : Pierre-Alain Clerc, claveciniste, organiste et comédien vaudois.
- 17 juillet : Marie-Luise Neunecker, corniste allemande.
- 24 juillet : Philippe Hurel, compositeur de musique contemporaine français.
- 4 août : Guy de Mey, ténor belge.
- 12 août : Agnès Poisson, compositrice française.
- 29 août : Bernarda Fink, mezzo-soprano argentine.
- 30 août : Hüseyin Sermet, pianiste et compositeur turc.
- 1er septembre : Andrei Gavrilov, pianiste russe.
- 2 septembre : Yuuko Amanuma, cheffe d'orchestre et compositrice japonaise.
- 5 septembre : Eric Hoeprich, clarinettiste Néerlandais.
- 7 septembre : Henry de Rouville, contre-ténor français († 24 novembre 1988).
- 13 septembre : Andreas Staier, pianiste, pianofortiste et claveciniste allemand.
- 20 septembre : Georg Christoph Biller, chef de chœur, Thomaskantor, baryton, pédagogue et compositeur allemand.
- 24 septembre : David Schulenberg, musicologue, claveciniste et pédagogue américain.
- 7 octobre : Yo-Yo Ma, violoncelliste américain.
- 17 octobre : Wolfram Christ, altiste et chef d'orchestre allemand.
- 23 octobre : Toshio Hosokawa, compositeur japonais.
- 24 octobre : Cheryl Studer, soprano américaine.
- 26 octobre : Claire Guimond, flûtiste et directrice artistique canadienne.
- 30 octobre : François Le Roux, chanteur d'opéra.
- 31 octobre : Naji Hakim, organiste et compositeur libanais naturalisé français.
- 4 novembre : Andreas Willscher, compositeur, organiste, accordéoniste, pianiste et  harmoniumiste allemand.
- 9 novembre : Lars Ulrik Mortensen, chef d'orchestre et claveciniste danois.
- 11 novembre : Drew Minter, contre-ténor américain.
- 15 novembre : André Cazalet, corniste et pédagogue français.
- 23 novembre :
  - Harolyn Blackwell, cantatrice américaine.
  - Ludovico Einaudi, compositeur et pianiste italien.
- 27 novembre : Isabelle Panneton, compositrice et professeur.
- 6 décembre : Bright Sheng, compositeur, chef d'orchestre et pianiste sino-américain.
- 7 décembre : Władysław Kłosiewicz, claveciniste polonais.
- 21 décembre : Peter Oundjian, violoniste et chef d'orchestre canadien.
- 25 décembre : Shin-Ichi Fukuda, guitariste classique japonais.
- 27 décembre : Ramón Andrés, écrivain, poète, musicien et musicologue espagnol.
- 31 décembre : Göran Söllscher, guitariste classique.

### Date indéterminée
- Hiroshi Aoshima, compositeur et chef d'orchestre japonais.
- Dušan Bogdanović, compositeur et guitariste américain.
- Alexandre Dubach, violoniste suisse.
- Billy Eidi, pianiste français d'origine libanaise.
- Alexis Galpérine, violoniste français.
- André Hamel, compositeur et enseignant québécois.
- El Hanafi Méliani, chef d'orchestre algérien.
- Pascal Monteilhet, luthiste et théorbiste français († 23 août 2022).
- Linda Nicholson, pianofortiste et claveciniste britannique.
- Véronique Roux, pianiste française.
- Anatoly Semikozov, mandoliniste ukrainien.
- Elżbieta Towarnicka, cantatrice soprano polonaise.

## Décès

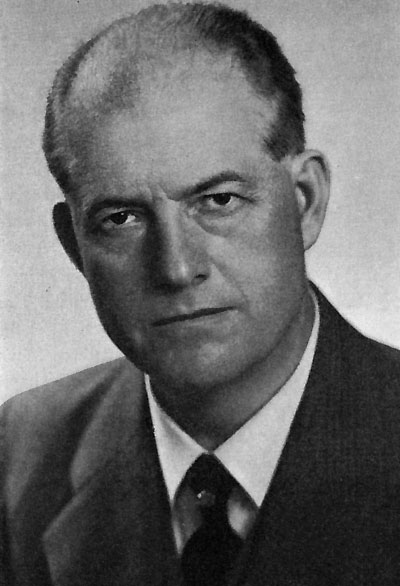
Oskar Lindberg

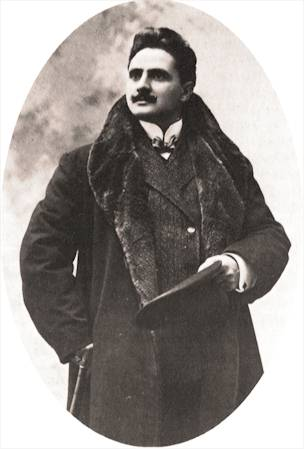
Riccardo Stracciari

- 4 janvier : François Rasse, violoniste, chef d'orchestre et compositeur belge (° 27 janvier 1873).
- 14 février : Charles Cuvillier, compositeur français (° 24 avril 1877).
- 19 février : Christian Christiansen, pianiste et organiste danois (° 20 décembre 1884).
- 10 avril : Oskar Lindberg, compositeur suédois (° 3 février 1887).
- 11 avril : Leo Schrattenholz, violoncelliste, pédagogue et compositeur allemand (° 24 août 1872).
- 4 mai : Georges Enesco, compositeur roumain (° 19 août 1881).
- 17 mai : Francesco Balilla Pratella, compositeur et musicologue italien (° 1er février 1880).
- 1er juin : Adolphe Boschot, musicographe et critique musical français (° 4 mai 1871).
- 11 juin : Marcel Samuel-Rousseau, organiste, compositeur et directeur d'opéra français (° 18 août 1882).
- 23 juin : Anatoli Komarovski, musicien et compositeur russe (° 7 novembre 1909).
- 28 juin : Göta Ljungberg, chanteuse d'opéra suédoise (° 4 octobre 1893).
- 25 juillet : Ilmari Hannikainen, pianiste et compositeur finlandais (° 19 octobre 1892).
- 3 août : Fernand Faniard, chanteur de l'Opéra de Paris (° 9 décembre 1894).
- 22 août : Olin Downes, critique musical et musicologue américain (° 27 janvier 1886).
- 2 septembre : Rudolf Kattnigg, compositeur, pianiste et chef d'orchestre autrichien (° 9 avril 1895).
- 8 octobre : René de Castéra, compositeur français (° 3 avril 1873).
- 10 octobre : Riccardo Stracciari, baryton italien (° 26 juin 1875).
- 15 octobre : Fumio Hayasaka, compositeur japonais (° 19 août 1914).
- 20 octobre : Adolf Misek, compositeur, contrebassiste (° 28 août 1875).
- 26 octobre : Arne Eggen, organiste et compositeur norvégien (° 28 août 1881).
- 27 octobre : Bernardo de Muro, chanteur d'opéra italien (° 3 novembre 1881).
- 22 novembre : Guy Ropartz, compositeur français (° 15 juin 1864).
- 27 novembre :
  - Luís de Freitas Branco, compositeur portugais (° 12 octobre 1890).
  - Arthur Honegger, compositeur suisse (° 10 mars 1892).
- 30 novembre : Josip Štolcer-Slavenski, compositeur croate (° 11 mai 1896).
- 4 décembre : Lucien Durosoir, compositeur français (° 5 décembre 1878).
- 7 décembre : Manfred Bukofzer, musicologue et humaniste germano-américain (° 27 mars 1910).
- 8 décembre : Paul van Kempen, chef d'orchestre néerlandais (° 16 mai 1893).
- 11 décembre : Franz Syberg, compositeur danois (° 5 juillet 1904).
- 17 décembre : Giovanni Battista Cossetti, compositeur et organiste italien (° 21 novembre 1863).
- 19 décembre : Charlotte Sohy, compositrice française (° 7 juillet 1887).
- 30 décembre : Heinrich Bensing, chanteur d'opéra allemand (° 28 juillet 1911).

### Date indéterminée
- Henri Couillaud, tromboniste français (° 9 décembre 1878).